# 4-chloranilin
4-Chloranilin je organická sloučenina, chlorderivát anilinu; má další dva izomery: 2-chloranilin a 3-chloranilin.

## Výroba
4-Chloranilin se nezískává přímo z anilinu, jelikož v takovém případě často dochází k přechlorování. Místo toho se získává redukcí 4-nitrochlorbenzenu, který se vyrábí nitrací chlorbenzenu.

## Použití
4-Chloranilin se významnou průmyslovou surovinou na výrobu pesticidů (jako jsou například anilofos, chlorftalim, monolinuron a pyraklostrobin), léčiv a barviv. Je také prekurzorem chlorhexidinu a některých benzodiazepinů.
Tuto látku lze rovněž použít na výrobu dorastinu (antihistaminikum), lorkainidu (antiarytmikum) a ontianilu.